# Black Abbey
La Black Abbey (« abbaye noire » en anglais) est une abbaye dominicaine du XIIIe siècle situé à Kilkenny, en Irlande.

## Histoire
L'abbaye est fondée en 1225 par Guillaume le Maréchal, 2e comte de Pembroke.
Le nom de l'abbaye viendrait du surnom donné aux Dominicains à l'époque : les « frères noirs », du fait du manteau noir qu'ils portaient. Ces derniers demeurent dans les lieux jusqu'au XVIIe siècle. D'abord, l'abbaye est confisquée par la reine protestante Élisabeth Ire, puis son successeur Jacques Ier la transforme en palais de justice et en chasse les moines.
De 1642 à 1649, l'abbaye accueille la Confédération irlandaise, ce qui provoque le siège et la prise de Kilkenny par les troupes d'Oliver Cromwell en 1650.
La Black Abbey est rendue au Dominicains en 1816, et demeure en activité depuis cette date.

### Sources
- La Black Abbey sur guide-irlande.com
- (en) « History of the Black Abbey », sur home.graffiti.net (consulté le 7 octobre 2009)
- (en) « History – Most Holy Trinity (Black Abbey) » [archive du 14 novembre 2009], sur dominicans.ie (consulté le 7 octobre 2009)
- (en) « Black Abbey », sur frommers.com (consulté le 7 octobre 2009)
- (en) « Dominicans in Ireland », sur libraryireland.com (consulté le 7 octobre 2009)